# フィーバーインパルスII
フィーバーインパルスIIは、1993年にSANKYOが発売した、ドラム型のデジパチ。

## 概要
7種類ある図柄のうち「FEVER7」と「SUPER」の2種類の図柄のいずれかが揃えば小当たりの確変に突入する。確変時は、スタートチャッカーを兼ね備えた電チュー開放用の小デジタルの確率が9倍にアップするため、持ち玉が減ることを最小限に抑えて次回の大当たりを引くことができる。有効ラインは斜め2ラインと中央1ラインで、3ライン上にいずれかの図柄が揃えば大当たりとなる。大当たり図柄は全部で7種類だが、中ドラムにはFEVER7と金7の2つの図柄があり、左右にFEVER7図柄がテンパイした時はどちらの7図柄が揃っても大当たりとなる。FEVER7図柄揃いであれば確変に突入するが、中ドラムが金7図柄で揃った場合は通常大当たりとなる。大当たりパターンは8種類×3ラインなので全部で24通りとなる。

本機は保留連などの連チャン性はない機種であったが、ゲームを盛り上げる2つの機能が搭載されている。1つはドラム上に配置されている小デジタルの左にある、リーチになると形を変えて期待度を示してくれるハッピーメーターである。もう1つは通常大当たり図柄が揃った後に再始動し、確変図柄が揃う2段階大当たりである。この2段階大当たりは、左右がFEVER7図柄でテンパイした形で中ドラムが金7図柄が揃った場合に発生する事がある。

過去に同社から発売されたドラム型の機種はリーチ判別が可能であった。これはドラム制御の後は停止するコマ数が決まっており、左ドラムが停止するまでの間は、各ドラムは同じスピードで回転しているため判別することができた。しかし、本機の場合は右ドラムの動きが一定ではなく、左ドラムより最大で9コマ先に進む仕様となっている。右ドラムは停止するまでランダムに動くのでリーチの判別は不可能であった。
リール配列は今までのSANKYOドラム式デジパチと変わりは無いが、制御が入った後最大9コマ滑り、左ドラム停止後3コマ進むため、最大12コマ滑る。—『パチンコ必勝ガイド 1994 3•17号』p19

本機の大当たり判定に用いられるカウンターは、0〜225までの数値を1コマずつ移動するタイプのものである。スタートチャッカー入賞時のカウンターの値を参照する一発判定方式を採用しており、カウンター値が3であれば大当たりとなる。この一発判定方式は多くのデジパチ機種に採用されている。

同時期に発売された機種として、同社から1993年に発売されたライフワークⅠとダーリンⅡがある。

## スペック
- フィーバーインパルスⅡ
  - 賞球数 7&15
  - 大当たり最高継続 16R
  - 大当たり確率 1/225
  - 確変突入率　1/4

## 図柄
- 3
- 5
- FEVER7
- SUPER
- LUCK
- JAC
- BOMB

## 演出
小デジタルの確率は、通常時は1/11で抽選されるが、確変時は9/11までアップする。電チューの開放時間も通常時より確変時のほうが長くなり、多い時で2〜3個玉を拾うことがある。確変中はメインドラムの回転時間も通常時の約9秒から約4秒に短縮されるので、短時間で次の大当たりを引くことができるようになっている。

リーチの期待度を示唆してくれるハッピーメーターは、リーチが掛かるまではドットの玉が1個だけ表示され動き続けているが、リーチ成立時にドットの玉が5個に増えて、特定の形で停止するようになっている。5個のドットが横一列に並ぶと、スーパーリーチの始まりを意味しており、最終的にはVが表示される。スーパーリーチ発展時は音も変わり、大当たり信頼度も高い演出となっている。スーパーリーチに発展してハズレる場合もあるが、大当たり図柄の前後1コマで停止する仕様のため、図柄が停止する直前まで期待が出来るようになっている。スーパーリーチに発展しないと当たらないというわけではなく、ノーマルリーチで当たることもある。ハッピーメーターの最終形は複数のパターンが存在し、左右対称のものや記号に近いものもある。Vが表示されるスーパーリーチ以外はいずれの場合でもノーマルリーチのため、どの形が表示されても大当たり信頼度に差はない。

本機には、2ライン上でテンパイするダブルリーチとなるパターンがある。BOMB図柄とJAC図柄の両方が左右に停止するか、FEVER7図柄が左右にテンパイするとダブルリーチとなる。左右にFEVER7図柄とSUPER図柄の両方が停止する形の場合、中ドラムには金7図柄もあるので3通りの大当たりが存在し、トリプルリーチとなる。

確変時は小当たりの確率がアップするが、大当たり確率は変わらないので、次回大当たりまでの間にハマった場合は出玉を減らしてしまうこともある。変動中は止め打ちをすることにより出玉の減少を抑えることが可能である。小デジタルに7が表示されれば小当たり当選で電チューが開放となるが、7が表示される1.5秒前の「1」が表示されたタイミングで5発程度打ち出す方法が最も効率の良い止め打ち手順となる。
次の大当りまで出玉を維持するには止め打ちしかない。小デジタルも時間が短縮されているとはいえ、止め打ちの効果はかなり大きいのだ。具体的な打ち出しポイントは、小デジタルが停止する周回の1が表示されたら玉を5〜7発飛ばすのがベスト。電チューが閉まった後に玉が飛んでいないよう、玉数は各自で微調整してほしい。電チューが開くたびに1個入賞すれば現状維持は十分可能だ。—『パチンコ必勝ガイド 1994 5•7号』p28

## サウンドトラック
- 『パチンコ・ミュージック・フロム SANKYO FEVER WARS』 キングレコード、1998年8月21日。KICA-1217。
  - BGMが収録されている。